# Mumin Ahmad Rabi Muhammad
Mumin Ahmad Rabi Muhammad (arab. مؤمن أحمد ربيع محمد; ur. 24 marca 2000) – egipski zapaśnik walczący w stylu klasycznym. Olimpijczyk z Paryża 2024, gdzie zajął dziesiąte miejsce w kategorii do 60 kg. 
Wygrał igrzyska afrykańskie w 2023. Mistrz Afryki w 2019. Mistrz Afryki juniorów w 2019 i kadetów w 2016 roku.